# Valeer Van Kerkhove
Valeer Van Kerkhove (Sleidinge, 30 april 1919 – Tervuren, 8 augustus 1982) was een Vlaams schrijver.

## Levensloop en publicaties
Van Kerkhove was een zoon van Ivo Van Kerkhove en Coralie Spanhove. Hij was van 1945 tot 1960 leraar Germaanse talen aan de rijksmiddelbare school in Maldegem. Vanaf 1960 werkte hij op de afdeling dramatiek van de Vlaamse televisie.
In 1951 werd zijn eerste roman gepubliceerd: De Weerlozen.
De uitgeverij A.W. Sijthoff in Leiden had ter gelegenheid van haar eeuwfeest een literaire prijsvraag uitgeschreven voor onuitgegeven manuscripten. Er werden 116 handschriften uit Nederland en België ingezonden en de jury, samengesteld uit Antoon Coolen, Ben van Eijsselstein en dr. P. Ritter, bekroonde De Weerlozen.
Hierop volgden de romans Dies Irae (1953) uitgegeven bij Lannoo Tielt (en opnieuw uitgegeven in 1965 bij Heideland Hasselt) en De Bungalow (1956), uitgegeven bij Boekengilde De Clauwaert in Leuven. Voor deze laatste werd hem de Prijs van de Vlaamse Provincies toegekend.
In 1959 ontving hij voor zijn gehele oeuvre de Prijs voor Letterkunde van de Vlaamse Provincies.
Men kon verwachten dat hij, naast Hugo Claus en Ward Ruyslinck, een prominente romancier zou worden, maar na 1956 publiceerde hij nog weinig: twee historische jeugdverhalen en reportagewerk. In 1958 schreef hij voor toneel Persoonlijke motieven (waarvoor hij de Sabamprijs en de Paul de Montprijs ontving) en bewerkte hij twee werken voor televisie: Kerkhofblommen van Guido Gezelle en Leven en dood in den ast van Stijn Streuvels.
In 1977, tot algemene verrassing, publiceerde hij de roman De gijzelaars, die algemeen als zijn beste werk werd beschouwd. Hij gaf er gestalte in aan zijn religieuze wereldbeschouwing.
Van Kerkhove was mederedacteur van Dietsche Warande en Belfort.

## Evaluatie
De romans van Van Kerkhove zijn te plaatsen in wat de "katholieke probleemroman" wordt genoemd, een genre waarin Georges Bernanos excelleerde en hierin gevolgd werd door François Mauriac, Stefan Andres en Graham Greene. Van Kerkhove situeert zich in dezelfde lijn. In veel van dit soort romans staat het zondebesef centraal. De zonde brengt de mens dichter bij God en hij kan beroep doen op genade. Daarbij is de schuldvraag een centraal thema.
Hiermee was Van Kerkhove een markante vertegenwoordiger van het zogeheten 'christelijk realisme'. De thema's goed en kwaad, schuld en boete, zondebesef, boeiden hem buitenmate.